# Ocotea staminea
Ocotea staminea är en lagerväxtart som först beskrevs av August Heinrich Rudolf Grisebach, och fick sitt nu gällande namn av Carl Christian Mez. Ocotea staminea ingår i släktet Ocotea och familjen lagerväxter. Inga underarter finns listade i Catalogue of Life.